# Бугарска на Светском првенству у атлетици на отвореном 2023.
Бугарска је учествовала на 19. Светском првенству у атлетици на отвореном 2023. одржаном у Будимпешти од 19. до 27. августа деветнаести пут, односно, учествовала је на свим светским првенствима одржаним до данас. Репрезентацију Бугарске представљала су 3 такмичара (2 мушкарца и 1 жена) који су се такмичили у 3 дисциплине (2 мушке и 1 женска).,
Представници Бугарске нису освојили ниједну медаљу нити су остварили неки резултат.

## Учесници
| Мушкарци: - Тихомир Иванов — Скок увис - Божидар Сарабојков — Скок удаљ | Жене: - Милица Мирчева — Маратон |

## Резултати

### Мушкарци
| Атлетичар          | Дисциплина | Лични рекорд | Квалификације | Квалификације | Финале                | Финале       | Детаљи |
| Атлетичар          | Дисциплина | Лични рекорд | Резултат      | Место         | Резултат              | Место        | Детаљи |
| ------------------ | ---------- | ------------ | ------------- | ------------- | --------------------- | ------------ | ------ |
| Тихомир Иванов     | Скок увис  | 2,31         | 2,18          | 13. у гр. А   | Нису се квалификовали | 28 / 35 (36) |        |
| Божидар Сарабојков | Скок удаљ  | 8,22         | 7,74          | 8. у гр. А    | Нису се квалификовали | 11 / 27 (28) |        |

### Жене
| Атлетичарка    | Дисциплина | Лични рекорд | Финале   | Финале       | Детаљи |
| Атлетичарка    | Дисциплина | Лични рекорд | Резултат | Место        | Детаљи |
| -------------- | ---------- | ------------ | -------- | ------------ | ------ |
| Милица Мирчева | Маратон    | 2:29:23 НР   | 2:36:45  | 36 / 65 (78) |        |